# Parafia Nawiedzenia Najświętszej Maryi Panny w Krośnie

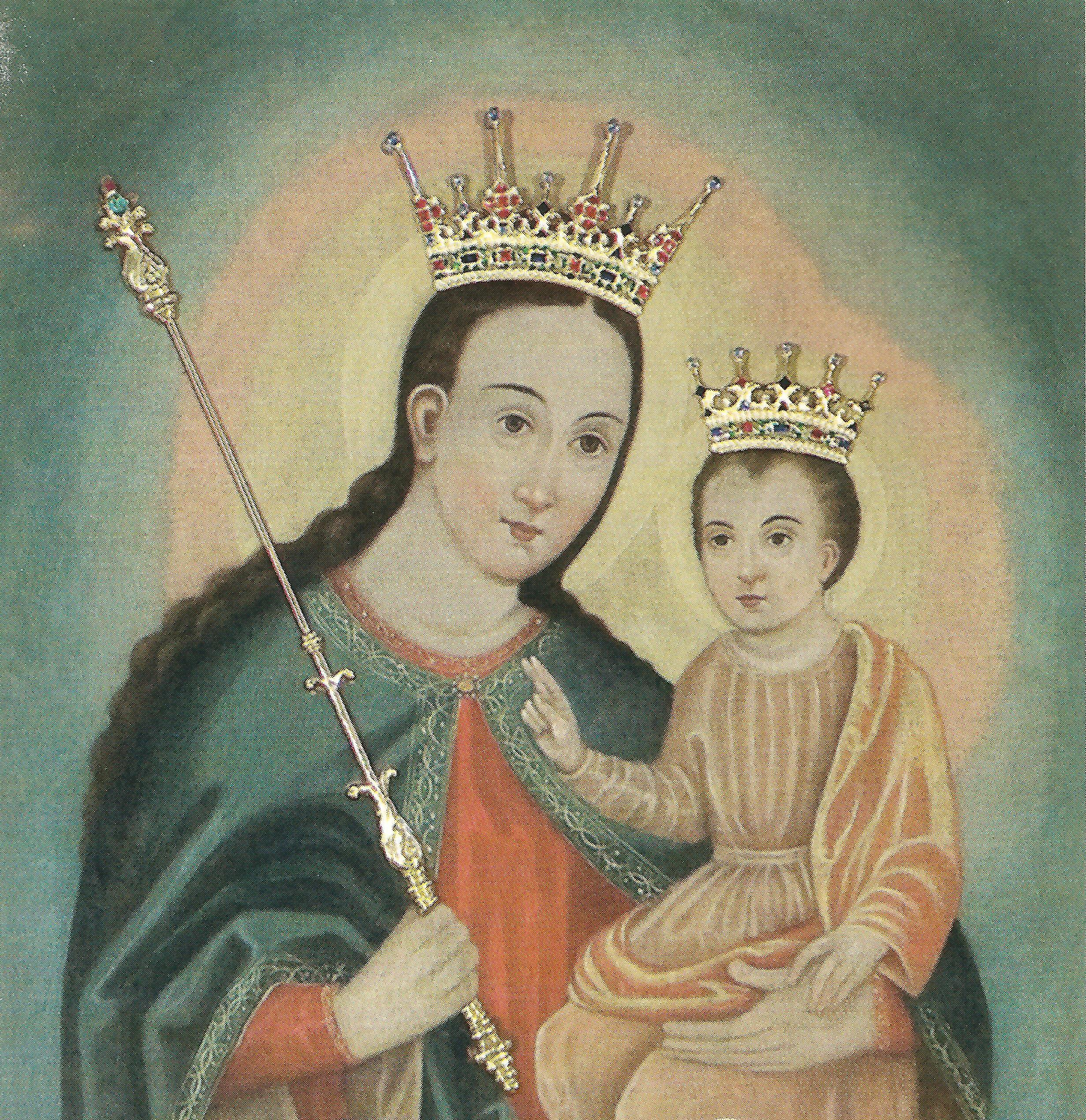
Obraz Matki Boskiej Murkowej

Parafia Nawiedzenia Najświętszej Maryi Panny w Krośnie – rzymskokatolicka parafia należąca do dekanatu Krosno I, w archidiecezji przemyskiej. Parafia jest prowadzona przez Franciszkanów konwentualnych.

## Historia
W 1238 roku pierwsi misjonarze franciszkańscy przybyli do Krosna i osiedli po prawej stronie Wisłoka „na Zawodziu”, przy kaplicy pw. Przemienienia Pańskiego. Według informacji podanej przez prowincjała czesko-polskiego o. Adama Goskiego, że w 1241 roku książę Bolesław Wstydliwy ufundował klasztor franciszkanów w Krośnie, a ok. 1359 roku podczas drugiego najazdu Tatarzy spalili klasztor.
W 1378 roku bp Eryk z Winsen oficjalnie zatwierdził klasztor franciszkanów. W 1399 roku spalił się drewniany kościół i klasztor. W 1400 roku rozpoczęto budowę murowanego kościoła i drewnianego klasztoru, po lewej stronie Wisłoka na obecnym miejscu. Ok. 1434 roku wstąpił do nowicjatu w Krośnie Jan z Dukli.
Przed 1510 roku kościół został konsekrowany pw. Nawiedzenia Najświętszej Maryi Panny. W 1591 roku wojewoda sandomierski Jerzy Mniszech ufundował obecny klasztor.
1 września  1969 roku dekretem bpa Ignacego Tokarczuka został erygowany samodzielny wikariat z wydzielonego terytorium parafii farnej. 8 czerwca 1970 roku określono granice parafii.
Proboszczowie parafii:
1969–?. o. Ireneusz Żołnierczyk OFMConv.
?–1977. o. Gabriel Włodyka OFMConv.
1977–?. o. Tyburcjusz Dąbek OFMConv.
?–1981. o. Franciszek Kalembkiewicz OFMConv.
1981–?. o. Tarzycjusz Cwykiel OFMConv.
?–?. o. Jerzy Watras OFMConv.
?–?. o. Władysław Kulig OFMConv.
?–?. o. Marek Sowiński OFMConv.
?–2012. o. Piotr Głód OFMConv.
2012–2020. o. Krzysztof Janas OFMConv.
2020– nadal o. Piotr Micał OFMConv.

## Cudowny obraz
W 1657 roku po cudownym ocaleniu Krosna przed wojskami Rakoczego, rozpoczął się kult cudownego obrazu Matki Bożej Murkowej. W 1872 roku podczas pożaru kościoła obraz został uszkodzony i wycofano go z kultu. W 1919 roku prowincjał o. Alojzy Karwacki polecił odnowić obraz, ale po nieudanej konserwacji umieszczono go w zakrystii. W 1949 roku bp Franciszek Barda wystosował oficjalną notę o los cudownego obrazu. W latach 1956–1958 przeprowadzono konserwację obrazu, a 29 listopada 1960 roku umieszczono go w głównym ołtarzu. W 1961 roku rozpoczęto odprawiane wieczystej nowenny. W 1973 roku prowincjał wystąpił z prośbą do bpa Ignacego Tokarczuka, o ogłoszenie obrazu jako łaskami słynącego. W latach 1985–1987 podczas ponownej konserwacji przywrócono pierwotny wygląd obrazu. 10 stycznia 2008 roku abp Józef Michalik podjął decyzję o koronacji cudownego obrazu i nadał mu tytuł „Obrończyni Wiary”.
13 czerwca 2010 roku odbyła się koronacja obrazu Matki Boskiej Murkowej. 12 września we wszystkich parafiach w mieście Krosno obchodzi się co roku uroczystość NMP Murkowej – patronki miasta.

## Terytorium parafii
Na terenie parafii jest 3800 wiernych mieszkających przy ulicach: Balkonowa, Betleja (nr 1, 4, 6, 8, 10), Czajkowskiego (numery nieparzyste do nr 47), Forteczna, Franciszkańska, Grodzka (numery nieparzyste  do nr 37 oraz parzyste do nr 78), Jagiellońska, K. Wielkiego, Plac Konstytucji 3 maja, Krukierka, Lwowska (do numeru 26), Niepodległości (do numeru 14), Olejarska, Ordynacka, Parkowa, Piastowska (do numeru 26), Emilii Plater, Pochyła (nr 9, 11), Podkarpacka (nr 5, 7), Rynek (nr 2, 2a, 4, 6, 7, 10, 11, 13, 14), Henryka Sienkiewicza, Ks. Piotra Skargi (nr 2, 5), Składowa, Spółdzielcza, Szczepanika, 
Ks. Szpetnara, Tkacka, Walslebena, Żwirki i Wigury.